# Das weiß doch jedes Kind!
Das weiß doch jedes Kind! ist eine deutsche Quiz-Gameshow von Sat.1, die auf der US-Show Are You Smarter Than a 5th Grader? („Sind Sie schlauer als ein Fünftklässler?“) basiert.
Die Moderation der deutschen Version wurde von Cordula Stratmann übernommen.

## Hintergrund
Die Spiele werden von einem einzelnen Kandidaten gespielt, der versucht, zehn Fragen (und eine finale Bonusfrage) zu beantworten. Die Fragen werden auf der Basis von Schulbuchinhalten gestellt. Jede richtige Antwort erhöht den Geldbetrag, den der Spieler erhält. Bei der Beantwortung kann der Kandidat die Hilfe eines „Klassenkameraden“ im Alter von zehn bis elf Jahren verlangen. Wenn ein Kandidat eine falsche Antwort gibt oder sich dazu entscheidet, das Spiel zu beenden, muss er laut sagen „Das weiß doch jedes Kind, aber ich leider nicht.“
Im Jahr 2008 wurde die Sendung für den Grimme-Preis und den Deutschen Fernsehpreis nominiert.

## Internationale Versionen
Neben der deutschen Version und dem amerikanischen Original Are You Smarter Than a 5th Grader? sind auch weitere internationale Ableger geplant. Eine britische Version mit dem Titel Are You Smarter than a 10-Year-Old? („Bist du schlauer als ein Zehnjähriger?“) wird seit 2007 in der besten Sendezeit auf Sky One ausgestrahlt und beinhaltet 20 Folgen, die von Noel Edmonds moderiert werden. Weitere 50 Folgen werden tagsüber ausgestrahlt und von Dick und Dom moderiert. Ableger existieren in über 30 Ländern, darunter auch in Hong Kong und Thailand.

## Studio
Die Show wird vor einem Studiopublikum aufgezeichnet. Die Hauptkulisse des Studios ist zunächst nicht sichtbar. Sobald die Titelmusik abgespielt wird, gleiten zwei Wände zur Seite, um die Kulisse, ein Klassenzimmer, aufzudecken.
Auf einem Bildschirm im „Klassenzimmer“ werden die Fragenliste, die gestellte Frage, die Antworten der Schulkinder und der Fortschritt des Kandidaten im Spiel dargestellt; dabei wird ein grüner Hintergrund mit weißem Text verwendet, um an die Schultafeln zu erinnern. Es werden aber auch Fotos oder Videoclips des Kandidaten als Schulkind gezeigt.
Die Kulisse beinhaltet auch verschiedene Theaterrequisiten, die ähnlich denjenigen Dingen sind, die in einem Klassenraum gefunden werden könnten.

## Besetzung
In der ersten Staffel sind fünf Kinder als „Klassenkameraden“. Jedes ausgewählte Kind soll den amerikanischen Produzenten nach „intelligent, lustig und aufgeschlossen“ sein. Die Kinder Stephanie (10), Celine (10), Matthieu (10), Anne-Sophie (11) und Noah (11) ohne vorherige Film- oder Fernseherfahrung wurden aus verschiedenen fünften Klassen in Nordrhein-Westfalen gecastet.

## Spielablauf
| Frage | 1     | 2       | 3       | 4       | 5        | 6        | 7        | 8        | 9        | 10        | 11        |
| Wert  | € 500 | € 1.000 | € 2.500 | € 5.000 | € 10.000 | € 20.000 | € 30.000 | € 50.000 | € 75.000 | € 100.000 | € 200.000 |

In jedem Spiel soll der Kandidat (ein Erwachsener) eine Reihe von elf Fragen, die aus Schulbüchern der ersten bis zur fünften Klasse entnommen wurden, beantworten. Bevor das Spiel anfängt, bekommt der Kandidat zehn Fächer genannt (wie beispielsweise Mathematik, Lesen oder Religion), welche alle zu einer bestimmten Klassenstufe gehören; es gibt zwei Fragen pro Stufe, von der ersten bis zur fünften Klasse. Kandidaten können die Fragen in jeder beliebigen Reihenfolge beantworten. Alle richtigen Antworten erhöhen ihren Gewinn (siehe Tabelle, links); nachdem ein Kandidat die fünfte Frage richtig beantwortet hat, sind ihm mindestens € 10.000 sicher. Wenn ein Kandidat alle zehn Fragen richtig beantwortet, bekommt er die Chance mit der Bonusfrage € 200.000 zu erspielen.
In jeder Show gibt es fünf Fünftklässler als Klassenkameraden. Der Kandidat wählt ein Kind als „Banknachbarn“, der dann auf dem nächstliegenden Podium steht und oft von den Kandidaten nach dem Lieblingsfach gefragt wird, bevor ein Thema gewählt wird; die anderen vier sitzen an Tischen an der Seite. Jedes Kind kann nur für zwei (aufeinanderfolgende) Fragen „Klassenkamerad“ des Kandidaten sein. Danach muss der Kandidat ein anderes Kind wählen, mit dem er zuvor noch nicht gespielt hat.
Kandidaten haben drei „Pfusch“-Optionen, die jeweils einmal benutzt werden dürfen (ab der ersten bis zur zehnten Frage; nicht jedoch bei der Bonusfrage):
- Spicken: Der Kandidat kann sehen, was sein Klassenkamerad als Antwort geschrieben hat und wählen, ob er die Antwort übernimmt oder nicht. Wenn der Kandidat sich dazu entscheidet, die Option zu benutzen, muss er die Frage beantworten und kann nicht rausfliegen.
- Abschreiben: Der Kandidat übernimmt die Antwort des Klassenkameraden, ohne sie vorher sehen zu können.
- Letzte Rettung: Wenn der Kandidat eine Frage falsch beantwortet, aber sein Klassenkamerad die richtige Antwort weiß, zählt die richtige Antwort. Wenn der Klassenkamerad die Frage jedoch auch falsch beantwortet hat, verliert der Kandidat. Diese Option wird automatisch bei der ersten falschen Antwort des Kandidaten benutzt.

Sobald alle drei Optionen benutzt wurden, kann sich der Kandidat keinen Klassenkameraden mehr aussuchen.
Wenn der Kandidat eine Frage falsch beantwortet (und nicht gerettet wird), „fliegt“ er und verliert seinen gesamten Gewinn (oder fällt zurück auf € 10.000, wenn er die fünfte Frage bewältigt hat). Entscheidet der Kandidat sich jedoch freiwillig dafür, auszuscheiden, so kann er (auch nachdem er die Frage schon gesehen hat) das Spiel mit dem bereits erzielten Gewinn verlassen.
Für die Bonusfrage verändern sich die Regeln ein wenig. Der Kandidat bekommt nur das Fach der Frage zu sehen, bevor er sich entscheidet, ob er weitermacht oder aufhört. Wenn der Kandidat sich dafür entscheidet, die Frage zu sehen, kann er nicht mehr freiwillig ausscheiden und muss die Frage - ohne die Hilfe der Klassenkameraden - beantworten. Eine falsche Antwort lässt den Kandidaten dann wieder auf € 10.000 zurückfallen.
Wenn ein Kandidat sich zu irgendeinem Zeitpunkt während des Spiels dazu entscheidet, das Spiel abzubrechen oder wenn er unfreiwillig ausscheidet, muss er in die Kamera schauen und laut bekennen: „Das weiß doch jedes Kind, aber ich leider nicht.“
Teilweise sind die Fragen unpräzise und die Antworten daher ungenau: Beispiel: „Durch welches Land fließt der Rhein, wenn er Deutschland verlässt?“ Der Rhein verlässt Deutschland mehrmals. Antwort wäre also „Schweiz + Niederlande“ oder die Frage hätte mit „endgültig“ ergänzt werden müssen.
Neu ab der dritten Staffel werden in Videoeinspielern Schüler aus ganz Deutschland Fragen aus ihrem aktuellen Unterricht stellen.
In der Sendung vom 1. August 2008 gelang es einem Kandidaten erstmals, 200.000 € zu erspielen.

## Ausstrahlung und Einschaltquoten
Das weiß doch jedes Kind wurde nach der Einstellung von Alles Betty und wenigen Wiederholungen der Schillerstraße freitags 20:15 Uhr ausgestrahlt.

### Erste Staffel
Eine Auflistung gemessener Einschaltquoten und Marktanteile veranschaulicht folgende Tabelle:
| Datum                      | Zuschauer   | Zuschauer       | Marktanteil | Marktanteil     | Quellen     |
| Datum                      | Gesamt      | 14 bis 49 Jahre | Marktanteil | Marktanteil     | Quellen     |
| Datum                      | Gesamt      | 14 bis 49 Jahre | Gesamt      | 14 bis 49 Jahre | Quellen     |
| -------------------------- | ----------- | --------------- | ----------- | --------------- | ----------- |
| 6. Juli 2007 (erste Folge) | 3,84 Mio.   | 2,15 Mio.       | 14,1 %      | 22,5 %          | [ 5 ]       |
| 13. Juli 2007              | –           | –               | –           | 19,8 %          | [ 6 ]       |
| 20. Juli 2007              | –           | 1,42 Mio.       | –           | –               | [ 7 ]       |
| 3. August 2007             | 2,39 Mio.   | 1,10 Mio.       | 9,5 %       | 13,0 %          | [ 6 ] [ 8 ] |
| 17. August 2007            | > 2,50 Mio. | –               | > 10,0 %    | 13,9 %          | [ 6 ]       |
| 24. August 2007            | > 2,50 Mio. | –               | > 10,0 %    | 14,0 %          | [ 6 ]       |
| 31. August 2007 (Finale)   | 3,25 Mio.   | 1,64 Mio        | 11,6 %      | 16,3 %          | [ 6 ] [ 9 ] |

Bereits während der Ausstrahlung der ersten Staffel wurde die Produktion der zweiten Staffel in Auftrag gegeben.

### Zweite Staffel
| Datum                          | Zuschauer | Zuschauer       | Marktanteil | Marktanteil     | Quellen |
| Datum                          | Gesamt    | 14 bis 49 Jahre | Marktanteil | Marktanteil     | Quellen |
| Datum                          | Gesamt    | 14 bis 49 Jahre | Gesamt      | 14 bis 49 Jahre | Quellen |
| ------------------------------ | --------- | --------------- | ----------- | --------------- | ------- |
| 2. November 2007 (erste Folge) | 2,18 Mio. | 1,18 Mio.       | 7,0 %       | 10,6 %          | [ 11 ]  |
| 9. November 2007               | 2,08      | –               | 6,5 %       | 9,5 %           | [ 12 ]  |
| 23. November 2007              | 2,66 Mio. | –               | –           | –               | [ 1 ]   |
| 14. Dezember 2007              | 1,88 Mio. | –               | –           | 9,4 %           | [ 13 ]  |
| 4. Januar 2008                 | –         | –               | –           | 7,8 %           | [ 14 ]  |
| 11. Januar 2008 (Finale)       | 2,23 Mio. | –               | –           | 10,1 %          | [ 15 ]  |

Die Ausstrahlung der zweiten Staffel erfolgte erneut freitagabends, jedoch in direkter Konkurrenz zu Wer wird Millionär?. Aufgrund dessen war die zweite Staffel deutlich weniger erfolgreich als die erste Staffel.

### Dritte Staffel
Elf neue Folgen der Sendung wurden zwischen dem 18. und 29. März 2008 in Köln produziert.
Die erste Folge der dritten Staffel startete am 4. Juli 2008 mit einem Prominenten-Special. In dieser von 20:15 Uhr bis 22:45 Uhr ausgestrahlten Folge waren Andrea Sawatzki, Ann-Kathrin Kramer, Barbara Eligmann, Hannes Jaenicke und Ingo Naujoks zu Gast.
| Datum                      | Zuschauer | Zuschauer       | Marktanteil | Marktanteil     | Quellen |
| Datum                      | Gesamt    | 14 bis 49 Jahre | Marktanteil | Marktanteil     | Quellen |
| Datum                      | Gesamt    | 14 bis 49 Jahre | Gesamt      | 14 bis 49 Jahre | Quellen |
| -------------------------- | --------- | --------------- | ----------- | --------------- | ------- |
| 4. Juli 2008 (erste Folge) | 2,53 Mio. | 1,12 Mio.       | 10,4 %      | 12,2 %          | [ 18 ]  |
| 11. Juli 2008              | 2,16 Mio. | –               | 8,6 %       | 10,8 %          | [ 19 ]  |
| 18. Juli 2008              | 2,0 Mio.  | 0,85 Mio.       | 7,6 %       | 8,8 %           | [ 20 ]  |
| 25. Juli 2008              | 1,50 Mio. | 0,68 Mio.       | 7,1 %       | 9,2 %           | [ 19 ]  |
| 1. August 2008             | 1,70 Mio. | 0,70 Mio.       | 7,2 %       | 8,3 %           | [ 19 ]  |
| 8. August 2008             | 1,66 Mio. | 0,70 Mio.       | 6,5 %       | 7,7 %           | [ 19 ]  |
| 15. August 2008            | 1,65 Mio. | 0,71 Mio.       | 6,2 %       | 7,3 %           | [ 19 ]  |
| 22. August 2008 (Finale)   | 2,07 Mio. | 0,89 Mio.       | 7,8 %       | 9,2 %           | [ 19 ]  |

Die dritte Staffel Das weiß doch jedes Kind sahen insgesamt durchschnittlich 1,91 Millionen Zuschauer bei einem Marktanteil von 7,7 Prozent Marktanteil. In der werberelevanten Zielgruppe waren es 0,83 Millionen bei durchschnittlich 9,2 Prozent Marktanteil.

## Kontroverses
In der Sendung, die am 22. August 2008 ausgestrahlt wurde, schied ein Kandidat bei einer nicht eindeutig gestellten Frage aus. Er benannte auf die Frage „Welche 4 Gesangsstimmen sind auch Stimmlagen bei Instrumenten?“ die Stimmlagen Sopran, Alt, Bariton und Bass. Als korrekte Antwort vorgesehen waren Sopran, Alt, Tenor und Bass. Da es sich bei allen fünf genannten Begriffen um Stimmlagen handelt, welche auch bei Instrumenten Verwendung finden – etwa bei der Sopranblockflöte, dem Altsaxophon, dem Tenorhorn, der Baritongitarre und der Bassklarinette – sind beide Antworten korrekt.